# Ангкор-Ват

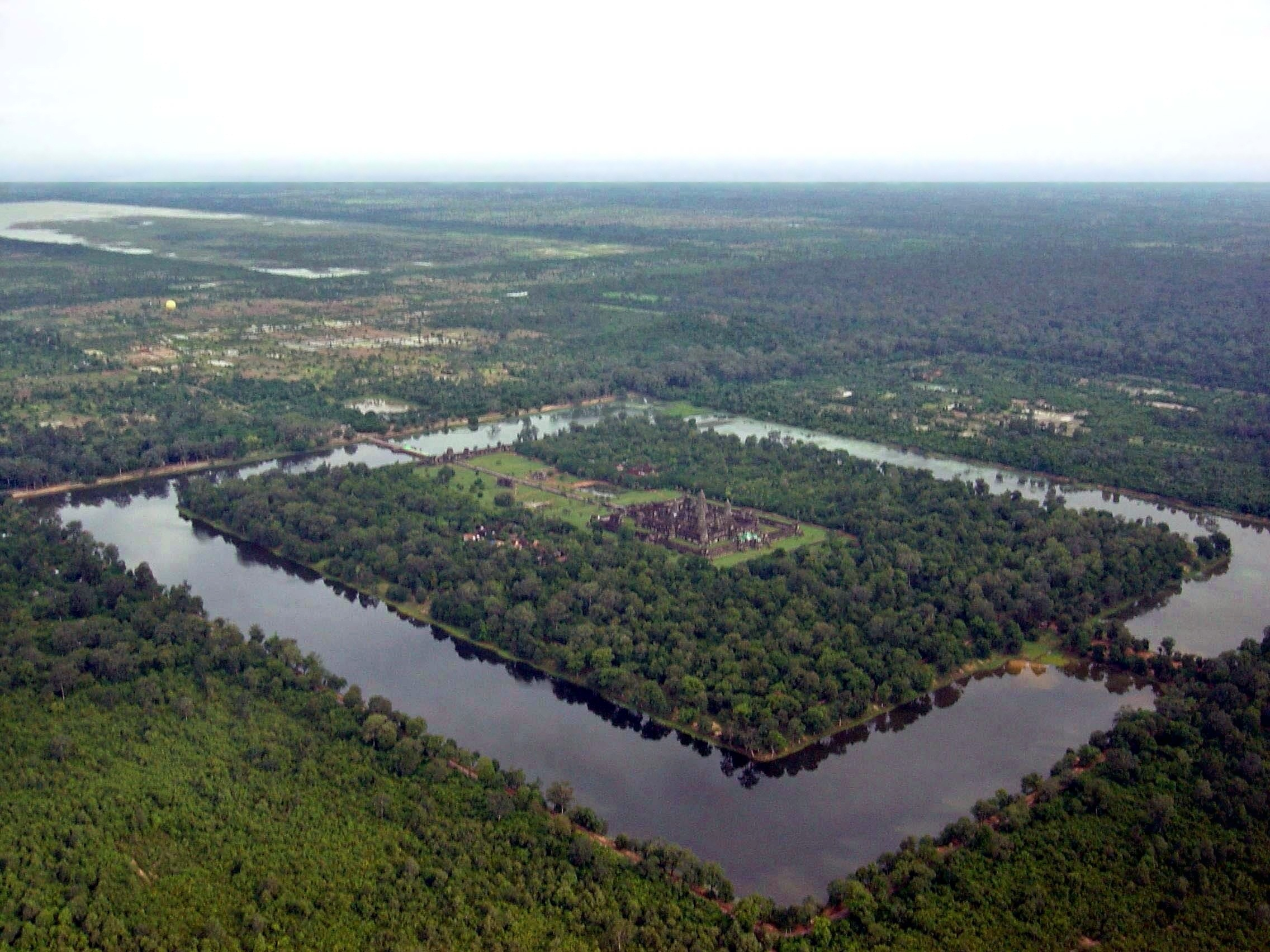
Аерофотознімок. Добре видно рів з водою 190 метрів завширшки

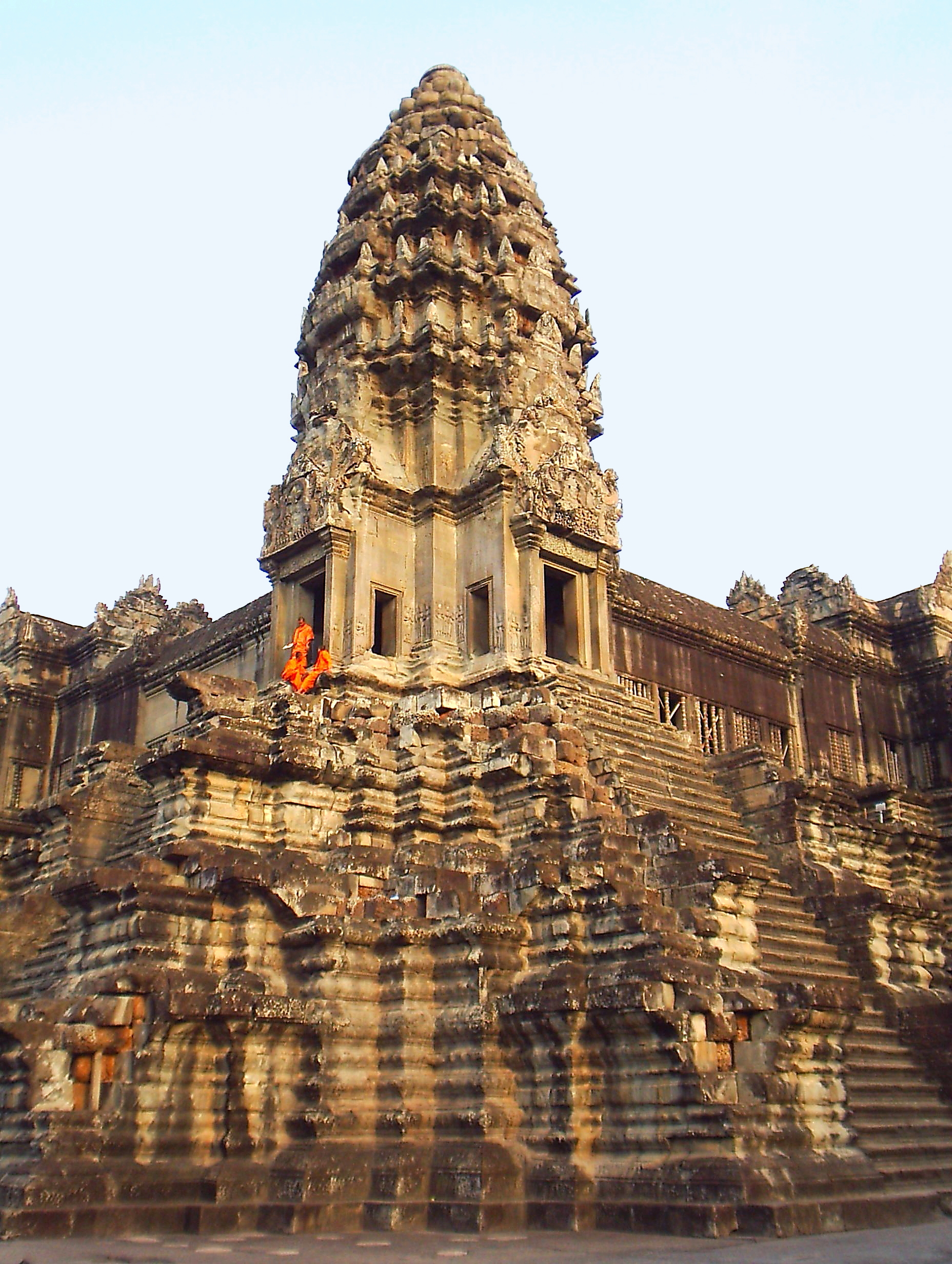
Пранг

Храм Ангкор-Ват є національною гордістю і зображається на прапорі Камбоджі з 1863 р.

Ангко́р-Ват (кхмер. អង្គរវត្ត, «Місто/Столиця храм») — індуїстсько-буддійський храмовий комплекс у Камбоджі. Розташований на ділянці площею 162,6 гектара (1,6 км2; 401,8 акра) в межах стародавньої кхмерської столиці Ангкор, він був спочатку збудований у 1150 році як індуїстський храм, присвячений божеству Вішну. Пізніше, наприкінці століття, він був поступово перетворений на буддійський храм. Деякі експерти вважають його найбільшою релігійною спорудою у світі, він вважається одним з найкращих прикладів кхмерської архітектури та символом Камбоджі, зображеним на національному прапорі країни.
Ангкор-Ват був побудований за наказом кхмерського короля Сур'явармана II на початку XII століття в Яшодхарапурі (сучасний Ангкор), столиці Кхмерської імперії, як його державний храм і згодом мавзолей. Ангкор-Ват поєднує два основні плани кхмерської храмової архітектури: храм-гору та пізніший храм-галерею. Храм був спроєктований як символ гори Меру, домівки богів в індуїстській міфології, і оточений ровом завдовжки понад 5 км. Усередині зовнішньої стіни завдовжки 3,6 кілометра розташовані три прямокутні галереї, кожна з яких височіє над іншою. У центрі храму стоїть квінкункс веж. На відміну від більшості ангкорських храмів, Ангкор-Ват орієнтований на захід, і вчені розходяться в думках щодо того, яке значення це має.
Храмовий комплекс прийшов у занепад, перш ніж його відновили у XX столітті за участю різних міжнародних організацій. Храм захоплює величчю та гармонією архітектури, його стіни прикрашають великі барельєфи та девати. У 1992 році територія Ангкора була занесена до списку Всесвітньої спадщини ЮНЕСКО. Ангкор-Ват є головною визначною туристичною пам'яткою, яку щороку відвідують понад 2,5 мільйона відвідувачів.

## Загальний опис
Ангкор-Ват розташований за 5,5 км на північ від сучасного міста Сієм Ріп, столиці однойменної провінції Камбоджі, бувши храмовим комплексом який було споруджено в районі стародавньої столиці держави кхмерів — міста Ангкор. Ангкор займає площу 200 км². Нещодавно проведені дослідження свідчать, що його площа могла складати близько 3 000 км², а кількість мешканців досягала півмільйона, тим самим роблячи його найбільшим людським поселенням доіндустріальної епохи.
Спочатку присвячений богові Вішну, з точки зору архітектури об'єднує типологію індуїстського храму-гори, що представляє міфічну гору Меру — житло богів — і типологію галерей, властивих архітектурі пізніших періодів. Храм складається з трьох концентричних прямокутних будівель, висота яких збільшується у напрямі до центру, по периметру оточених ровом з водою, довжина якого становить 3,6 км, а ширина — 190 м. Внутрішня будова містить п'ять башт у формі лотоса; центральна башта підіймається на 42 м над святилищем, загальна ж її висота від поверхні землі досягає 65 м. У XV столітті перестав використовуватися і його було закинуто.
Ангкор-Ват є національною гордістю і зображається на прапорі Камбоджі з 1863 р.

## Етимологія
Сучасна назва Ангкор-Ват означає кхмерською мовою «Храмове місто» або «Місто храмів». Ангкор (អង្គរ ângkôr), що означає «місто» або «столиця», є просторічною формою слова нокор (នគរ nôkôr), яке походить від санскритського / палійського слова nagara (Деванаґарі: नगर). Ват (វត្ត vôtt) — слово, що означає «територія храму», також походить від санскритського/палі vāṭa (Деванаґарі: वाट), що означає «огорожа». Початкова назва храму була Врах Вішнулока або Парама Вішнулока, що означає «священне житло Вішну». Цей термін також може означати «цар, який відійшов у вищий світ Вішну», посилаючись на Сурьявармана II посмертно та маючи на меті вшанувати його славу та пам'ять.

## Історія
Комплекс був виявлений у січні 1860 року французьким мандрівником Анрі Муо. У 1970-ті роки деякі споруди та скульптури комплексу постраждали від актів вандалізму з боку солдатів Пол Пота. У 1992 році разом з іншими спорудами міста Ангкор був узятий під егіду ЮНЕСКО. Сьогодні є однією з головних туристичних визначних пам'яток Камбоджі.
У 2007 році Ангкор-Ват номінувався в проєкті Сім нових чудес світу і потрапив до півфіналу.

## Архітектура
Храм побудовано у т. зв. ангкоріанському стилі, що являє собою зрілий і витончений етап розвитку кхмерської архітектури, й разом з тим містить одночасно виразні риси впливу індуїстської.
Кхмерські храми не були місцем зібрання вірян, а служили помешканням чи місцем перебування для божеств, і до їхніх центральних споруд мали доступ лише представники релігійної й політичної верхівки держави. Ангкор-Ват вирізняється тим, що мав і інше призначення — служити царським мавзолеєм.
Споруда являє собою прямокутник 1 500 x 1 300 м і займає площу близько 200 га, включаючи навколишній рів 190 м завширшки. Комплекс можна поділити на зони: великий зовнішній двір, по периметру огороджений стіною, та центральна платформа, на якій зведено ансамбль з трьох концентричних споруд — власне храм.

### Зовнішній двір
Зовнішній двір оточений ровом і має виміри 1,025×800 м та площу 82 га. Рів, загальна довжина периметра якого становить 5,5 км, обкладено рядами каміння. На західній та східній сторонах через рів перекинуто мости шириною 12 м і 140 м, для входу у храм та виходу з нього, оздоблені балюстрадою характерної форми змій Нага.
Двір огороджений стіною з латериту, 5 м заввишки, на якій знаходиться галерея з колонами, довжина якої становить 235 м.
З тієї причини, що храм було призначено для поховання царів, або ж через присвячення його богові Вішну (який уособлював східну чверть Всесвіту), Ангкор-Ват, на відміну від інших храмів, орієнтовано на схід.

## Оздоблення
Ангкор-Ват, присвячений богові Вішну — найбільша культова споруда у світі. В його вишуканому за композицією архітектурному об'ємі поєднано храм, палац і фортецю. Храм являє собою складну трирівневу конструкцію з безліччю сходів і переходів на яких розташовані галереї і 5 багатоярусних башт — одна в центрі та чотири по краях, оздоблених безліччю орнаментів і скульптур. Центральна башта підноситься над землею на 65 метрів і символізує міфічну гору Меру, яка є центром всього світу. Сюжети скульптур легендарні, здебільшого запозичені з індійського епосу («Рамаяна» і «Махабхарата»), інші розповідають про ключові моменти кхмерської історії. Висота барельєфів доходить до 2 м, а їх загальна довжина близько 1 км.

## Особливості конструкції

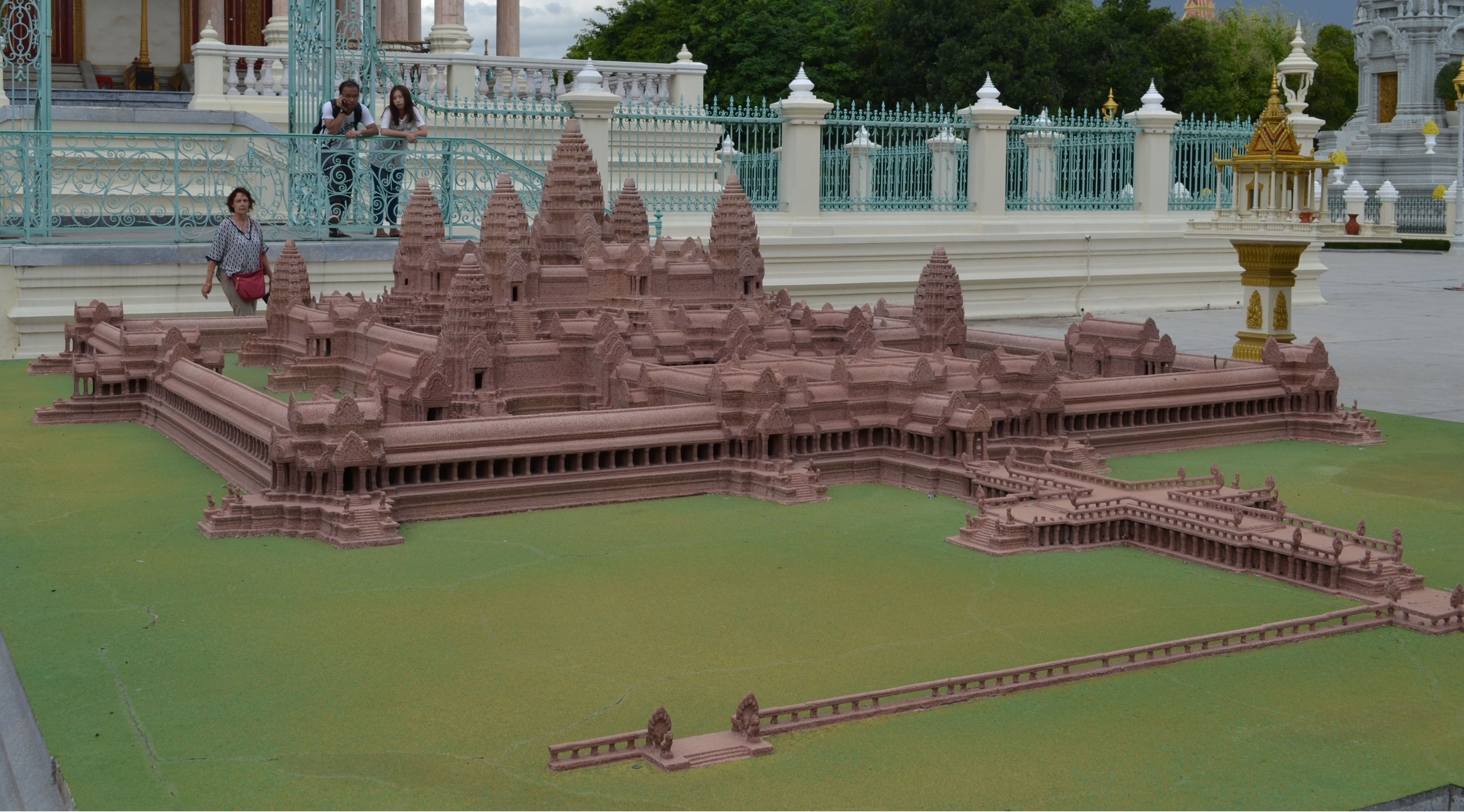
Модель Ангкор-Ват

Зовнішню стіну збудовано з латериту, ряд джерел також вказують на використання в окремих випадках лімоніту; сам храм майже повністю побудовано з пісковику. Попри те, що вага блоків, використаних при побудові, сягала 4-х тонн, їх каналами транспортували з кар'єрів, розташованих на відстані 40 км на північний захід від храму. Підраховано, що об'єм використаного каміння (5 млн тонн) майже рівний витраченому на будівництво піраміди Хефрена у Гізі, де були залучені тисячі робітників. За оцінками сучасних інженерів, сьогодні на спорудження храму Ангкор-Ват знадобилося б 300 років, тоді як насправді храм був побудований менш ніж за 40.
Для того, аби куски пісковику можна було ідеально підігнати один до одного, їх обробляли настільки старанно, що це дозволило майже не використовувати жодних будівельних розчинів.

## Сьогодні
Реставраційні роботи проводилися з 1986 по 1992 рік Археологічним управлінням Індії. З 1990-х збільшився потік туристів. Храм став частиною комплексу Світової спадщини, який частково надав фінансування й заохотив уряд Камбоджі до захисту пам'ятки. У Німеччині існує проєкт збереження аспар, який працює над тим, щоб захистити девати та інші барельєфи храму від пошкоджень. За його оцінками приблизно 20 % деват у дуже поганому стані в основному через природну ерозію, але частково через невдалі попередні спроби реставрації. Серед інших робіт — відбудова секцій, що завалилися й запобігання нових завалів: наприклад з 2002 року фасад верхнього поверху західного крила взяли в риштування. 2005 року японська група завершила реставрацію бібліотеки в північній зовнішній частині. Світовий фонд пам'ятників почав консерваційні роботи 2008 року після кількох років досліджень. Завдяки його зусиллям був відновлений традиційний кхмерський дах. Вивезли також цемент, який встановили при попередніх спробах реставрації, і з якого під барельєфи просочувалися солі, внаслідок чого вирізьблені поверхні зазнавали пошкоджень і втрачали колір. Основний етап роботи завершився 2012 року, на 2013 рік заплановано встановлення хрестоцвітів на даху.

## Туризм

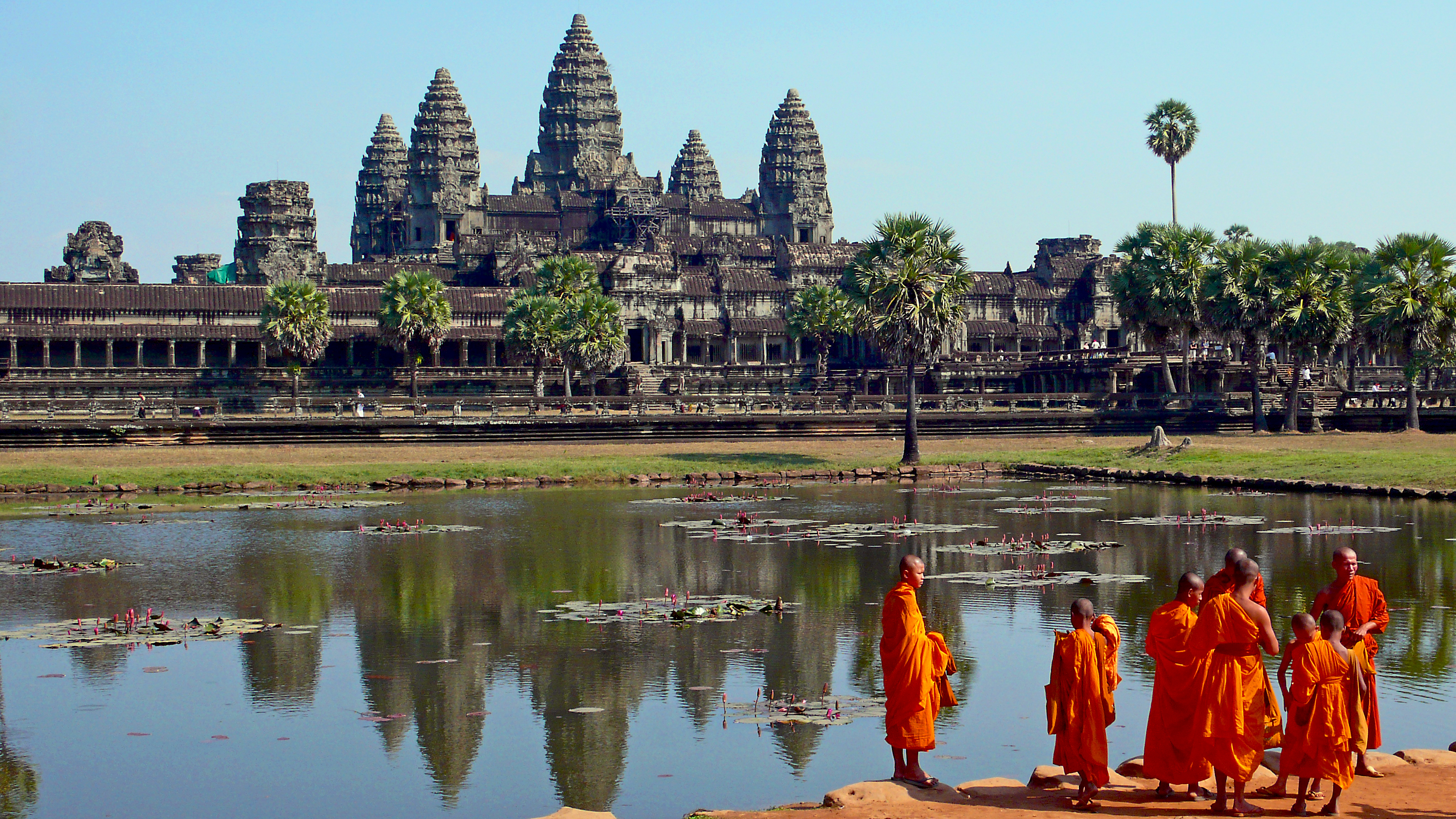
Буддійські ченці в Ангкор-Ват, Камбоджа

З 1990-х років Ангкор-Ват став популярним туристичним напрямком. У 1993 році цей об'єкт відвідало лише 7650 туристів, а за даними уряду, у 2004 році провінцію Сіємреап відвідало 561 000 іноземних туристів, що становило приблизно 50 % від загальної кількості іноземних туристів у Камбоджі. У 2007 році ця цифра перевищила мільйон, а до 2012 року — два мільйони. У 2013 році Ангкор-Ват відвідало понад два мільйони іноземних туристів, а до 2018 року — 2,6 мільйона.
З 1990 по 2016 рік об'єктом керувала приватна група SOKIMEX, яка орендувала його у уряду Камбоджі. Наплив туристів спричинив пошкодження, такі як графіті на стінах. Для захисту барельєфів і підлоги були встановлені мотузки та дерев'яні сходи. Туризм також забезпечив додаткові кошти на утримання — станом на 2000 рік приблизно 28 % доходів від продажу квитків на всій території Ангкора було витрачено на храми, хоча більшість робіт виконують команди, спонсоровані іноземними урядами, а не владою Камбоджі.
Оскільки Ангкор-Ват протягом багатьох років демонструє значне зростання туризму, ЮНЕСКО та її Міжнародний координаційний комітет з охорони та розвитку історичного місця Ангкор (ICC) у співпраці з представниками королівського уряду та APSARA організували семінари для обговорення концепції «культурного туризму», підкресливши важливість надання туристам високоякісного розміщення та послуг, а також отримання економічної вигоди для камбоджійського уряду, а також відображення багатства камбоджійської культури. У 2001 році ця ініціатива привела до появи концепції «туристичного міста Ангкор», яке буде побудовано в традиційному кхмерському архітектурному стилі, включатиме розважальні та туристичні об'єкти, а також розкішні готелі, здатні розмістити велику кількість туристів.

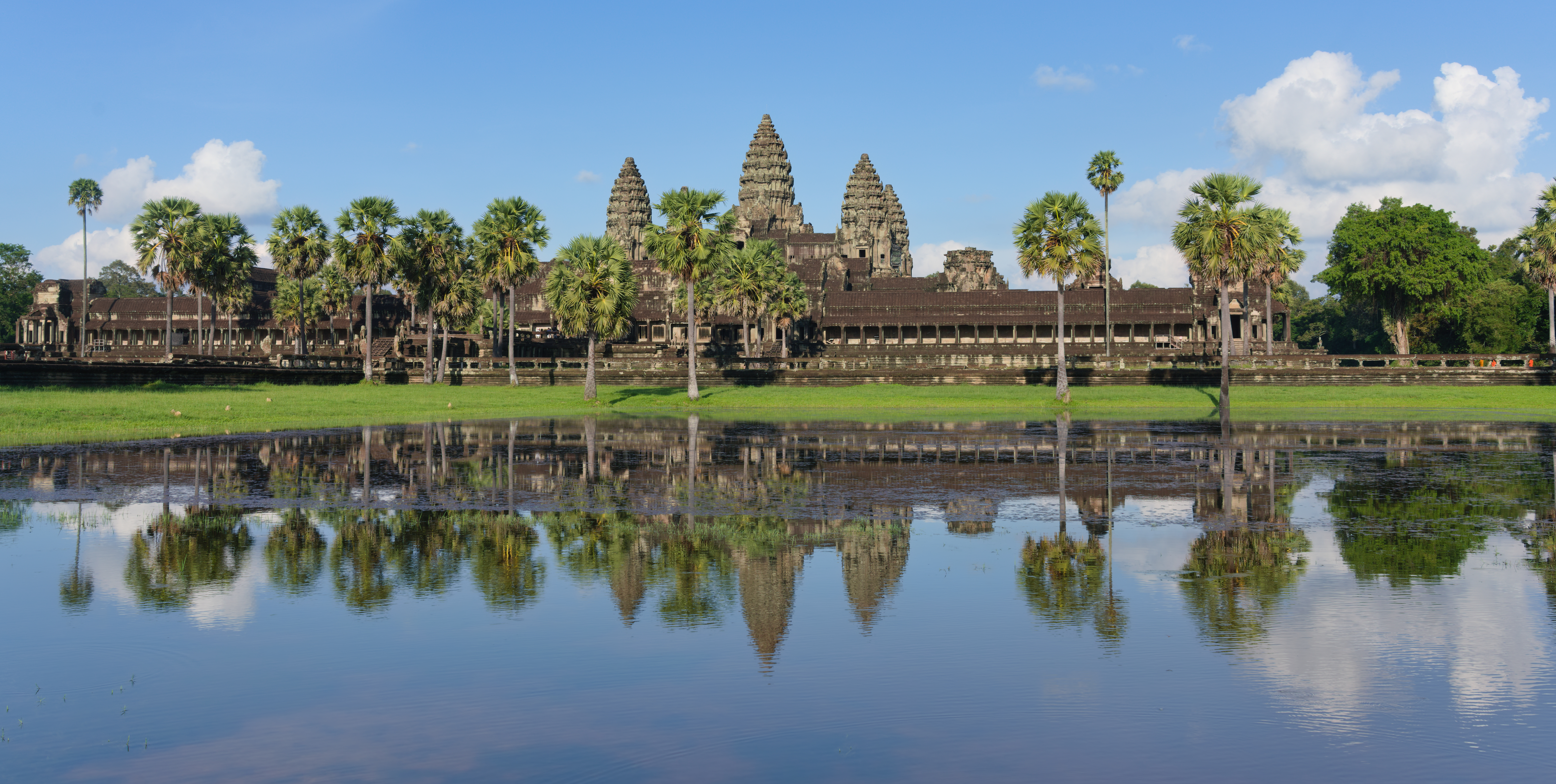
Ангкор-Ват з його відображенням у зовнішньому басейні

Перспектива розвитку таких великих туристичних об'єктів викликала занепокоєння як з боку APSARA, так і з боку ICC, які стверджують, що попередні туристичні проєкти в цьому районі нехтували будівельними нормами, і що більшість таких проєктів можуть завдати шкоди ландшафту. Крім того, великий масштаб цих проєктів почав загрожувати якості систем водопостачання, каналізації та електропостачання сусіднього міста. Також було відмічено, що така висока частота туризму та зростаючий попит на інфраструктуру мали прямий вплив на рівень ґрунтових вод, що в результаті поставило під загрозу структурну стійкість храмів в Ангкор-Ваті. Місцеві жителі Сіємреапа також висловили стурбованість тим, що атмосфера їхнього міста була порушена заради розваги туристів. Оскільки ця місцева атмосфера є ключовим компонентом таких проєктів, як туристичне місто Ангкор, місцеві чиновники продовжують обговорювати, як успішно інтегрувати майбутній туризм, не жертвуючи місцевими цінностями та культурою. На туристичному форумі АСЕАН 2012 року було домовлено, що Боробудур та Ангкор-Ват стануть містами-побратимами та провінціями-побратимами.
У 2020 році пандемія COVID-19 призвела до введення обмежень на поїздки по всьому світу, що мало серйозний вплив на туристичний сектор Камбоджі. В результаті кількість відвідувачів Ангкор-Вату різко скоротилася, і зазвичай переповнений комплекс став майже безлюдним. Камбоджа, включаючи Ангкор-Ват, знову відкрилася для іноземних відвідувачів наприкінці 2021 року, але станом на кінець 2022 року прийняла лише частину відвідувачів, порівняно з періодом до пандемії: у 2022 році комплекс відвідало 280 000 туристів, проти 2,6 мільйона у 2018 році. У 2023 році кількість відвідувачів храму зросла порівняно з попереднім роком, і до кінця липня їх було понад 400 000. Туристи, які в середині 2024 року відтворювали для соціальних мереж серію ігор 2011 року під назвою «Рух до храму», викликали критику з боку захисників природи, які попереджають, що це може пошкодити споруди та різьблення Ангкор-Вату і є культурно нечутливим.

## Міфи
За словами китайського мандрівника XIII століття Чжоу Дагуана, дехто вірив, що храм був побудований за одну ніч божественним архітектором. У 1622 році «Поема Ангкор-Вата», написана кхмерською мовою, описує красу Ангкор-Вата та поширює легенду про будівництво комплексу, який нібито був божественним замком, збудованим для легендарного кхмерського короля Прэа Кет Меалеа індуїстським богом Прэа Піснукаром (або Брахом Біснукаром, Вішвакарманом). У 17 столітті японці вважали, що храм був місцем розташування знаменитого саду Будди Джетавана, який спочатку знаходився в королівстві Магадха, Індія. Згідно з іншим міфом, будівництво Ангкор-Вата було наказано Індрою, щоб він служив палацом для його сина Преча Кет Меалеа.

## Символізм і масова культура
Завдяки всесвітній увазі, яку він привертає, і мільйонам відвідувачів, Ангкор-Ват став помітним образом, який асоціюється з Камбоджею, і, таким чином, став символом самої Камбоджі. Зображення Ангкор-Вата є частиною національного прапора Камбоджі з моменту появи першої версії в 1863 році.
Однак з історичної та транскультурної точки зору, храм Ангкор-Ват не став символом національної гордості сам по собі, а був вписаний у масштабніший політико-культурний процес створення французько-колоніальної спадщини. Ангкор-Ват привернув увагу та уяву широкої аудиторії в Європі, коли в павільйоні французького протекторату Камбоджа у складі Французького Індокитаю було відтворено копію Ангкор-Вату в натуральну величину, представлену на французьких колоніальних та світових виставках у Парижі та Марселі в період з 1889 по 1937 рік. Її було виставлено в музеї гіпсових зліпків Луї Делапорта під назвою «Індокитайський музей», який існував у паризькому палаці Трокадеро з 1880 року до середини 1920-х років.
Популяризації Ангкор-Вату у західній культурі багато в чому сприяв вихід у 2001 році голлівудського блокбастера «Лара Крофт: розкрадальниця гробниць» з Анжеліною Джолі в головній ролі. У розважальному кіно він представлений як місце щоденної торгівлі та буддійський храм, де ченці збираються для проведення ритуалів. Водночас Ангкор-Ват показаний як містичне духовне місце, де головний герой зцілюється та отримує духовне прозріння. «Постмодерністські» характеристики Ангкора, що стирають межі між реальним і вигаданим, створили суперечливу картину Ангкора. Однак у зв'язку з тим, що «Лара Крофт» стала першим популярним фільмом, знятим про Ангкор, починаючи з 1964 року, багато хто в Камбоджі вітав його вихід. Вважалося, що він позитивно вплине на туризм та торгівлю.
У 2012-14 роках в Японії вийшов антиутопічний аніме -серіал «Psycho-Pass», де Ангкор-Ват є місцем дії деяких сцен.
Науково-популярні та документальні фільми про Ангкор-Ват:
| Найменування                                                                               | Рік  | Виробництво    | Адреса для перегляду |
| ------------------------------------------------------------------------------------------ | ---- | -------------- | -------------------- |
| The Secret of the Temples of Angkor (Таємниця храмів Ангкора)                              | 1998 | Франція        | Посилання            |
| Glories of Angkor Wat (Ангкор-Ват: перлина Стародавньої Азії)                              | 1999 | США            | Посилання            |
| Riddles of the Dead Series: Angkor The Lost City (Таємниці привидів: зникле місто Ангкор)  | 2003 | США            | Посилання            |
| National Geographic. Ancient Megastructures. Angkor Wat (Суперспоруди давнини: Ангкор-Ват) | 2007 | США            | Посилання            |
| Angkor Wat: Mysterious Smile of Buddha (Ангкор Ват: таємнича посмішка Будди)               | 2009 | Тайвань        | Посилання            |
| Land of the Gods (Ангкор — Земля Богів: розквіт імперії (перша серія))                     | 2012 | Південна Корея | Посилання            |
| Land of the Gods(Ангкор — Земля Богів: трон імперії (друга серія))                         | 2012 | Південна Корея | Посилання            |
| Jungle Atlantis (Атлантида в джунглях: Ангкор Ват — прихований мегаполіс (перша серія))    | 2014 | Великобританія | Посилання            |
| Jungle Atlantis (Атлантида в джунглях: Ангкор Ват — загибель суперміста (друга серія))     | 2014 | Великобританія | Посилання            |

Крім того, Ангкор-Ват фігурує в численних комп'ютерних іграх:
| Гра                                 | Рік        | Роль Ангкора                                                 |
| ----------------------------------- | ---------- | ------------------------------------------------------------ |
| Tomb Raider IV: The Last Revelation | 1999       | перша локація гри, тренувальний рівень                       |
| Rise of Nations                     | 2003       | одне з чудес світу, доступне для будівництва                 |
| Sid Meier's Civilization            | 2005, 2010 | спеціальна споруда з чудес світу                             |
| Diamond Rush                        | 2006       | перша з трьох локацій гри                                    |
| Atlantica Online                    | 2008       | одна з ігрових локацій                                       |
| Point Blank                         | 2008       | картка в режимі загального матчу                             |
| Dark Souls                          | 2011       | зовнішній вигляд однієї з локацій — поселення Забутий Ізаліт |
| Painkiller: Recurring Evil          | 2012       | карта фінального рівня                                       |

Іменем Ангкора названо пиво, що виробляється в прибережному місті Сіануквілі (Камбоджа) з 1992 року. Його етикетка містить зображення трьох веж Ангкор-Вата та маркетинговий слоган: «Моя країна, моє пиво».

## Інтернет-ресурси
- Відвертість пірамід (історична розвідка)